# Torneo Preolímpico Femenino de la CAF de 2012
El Torneo Preolímpico Femenino de la CAF fue un torneo de ida y vuelta de futbol femenino que determinó las dos selecciones de la CAF clasificadas al torneo femenino de fútbol de los Juegos Olímpicos de Londres 2012.
Sudáfrica clasificó por primera vez a los Juegos Olímpicos, mientras Camerún lo hizo por primera vez.

## Calificación

### Primera ronda
Partido de ida jugado el 2 de octubre, partido de vuelta jugado el 23 de octubre de 2010.
| Local    | Global | Visitante | Ida | Vuelta |
| -------- | ------ | --------- | --- | ------ |
| Botsuana | 2-6    | Zambia    | 1-4 | 1-2    |

### Segunda ronda
El partido de ida se jugó el 15 de enero de 2011, el partido de vuelta el 29 de enero de 2011. El partido de ida de Guinea v Ghana se jugó el 16 de enero de 2011. El partido de vuelta de Etiopía v República Democrática del Congo se jugó el 30 de enero de 2011.
| Local                           | Global | Visitante         | Ida | Vuelta |
| ------------------------------- | ------ | ----------------- | --- | ------ |
| Gabón                           | w/o    | Guinea Ecuatorial |     |        |
| Angola                          | 2-2    | Namibia           | 2-2 | 0-0    |
| Congo                           | w/o    | Nigeria           |     |        |
| Camerún                         | 6-0    | Malí              | 5-0 | 1-0    |
| Guinea                          | 1-7    | Ghana             | 1-2 | 0-5    |
| República Democrática del Congo | 0-3    | Etiopía           | 0-0 | 0-3    |
| Marruecos                       | 1-3    | Túnez             | 0-3 | 1-0    |
| Zambia                          | 1-5    | Sudáfrica         | 1-2 | 0-3    |

### Tercera Ronda
El partido de ida se jugó del 1 al 3 de abril, el partido de vuelta del 15 al 17 de abril.
| Local     | Global         | Visitante         | Ida | Vuelta |
| --------- | -------------- | ----------------- | --- | ------ |
| Etiopía   | 2-2            | Ghana             | 1-0 | 1-2    |
| Camerún   | 0-2            | Guinea Ecuatorial | 0-0 | 0-2    |
| Nigeria   | 9-0            | Namibia           | 7-0 | 2-0    |
| Sudáfrica | 1-1 (6-5 pen.) | Túnez             | 1-0 | 0-1    |

Guinea Ecuatorial fue expulsada de la competencia por presentar a un jugador no elegible, Jade Boho; Camerún avanzó a la ronda final.

### Ronda Final
Los dos ganadores se clasificaron para los Juegos Olímpicos de 2012.
El partido de ida se jugó el 27 de agosto, el partido de vuelta el 11 de septiembre y el 22 de octubre.
| Local     | Global         | Visitante | Ida | Vuelta |
| --------- | -------------- | --------- | --- | ------ |
| Nigeria   | 3-3 (3-4 pen.) | Camerún   | 2-1 | 1-2    |
| Sudáfrica | 4-1            | Etiopía   | 3-0 | 1-1    |

## Clasificados aLondres 2012
| Bandera de Camerún | Bandera de Sudáfrica |
| Camerún            | Sudáfrica            |